# Pietro Ceccaroni
Pietro Ceccaroni (ur. 21 grudnia 1995 w Sarzanie) – włoski piłkarz występujący na pozycji obrońcy we włoskim klubie Palermo FC. Wychowanek Spezii, w trakcie swojej kariery grał także w takich zespołach, jak SPAL oraz Padova. Młodzieżowy reprezentant Włoch.